# Yinindougou
Yinindougou is een gemeente (commune) in de regio Sikasso in Mali. De gemeente telt 9000 inwoners (2009).
De gemeente bestaat uit de volgende plaatsen:
- Banankélé
- Bougoulaba
- Lékoro–Madina
- Lémouroutoumou
- Kokoun
- Mafélé (hoofdplaats)
- Manfala
- Narembougou
- Siélé
- Simi-Boa
- Solakoroni